# Katja Zubčić
Katja Zubčić (Ražanac, 15. prosinca 1952.) hrvatska je kazališna, televizijska i filmska glumica.

## Filmografija

### Televizijske uloge
- "Područje bez signala" kao susjeda (2021.)
- "Počivali u miru" kao Ružičina mama (2013.)
- "Obični ljudi" kao Marija (2007.)
- "Zabranjena ljubav" kao Lidija Bauer (2004. – 2007.)
- "Nepokoreni grad" (1982.)

### Filmske uloge
- "Dnevnik Diane Budisavljević" kao gospođa s donacijom (2019.)
- "Posebna vožnja" (1995.)
- "Od petka do petka" (1985.)
- "Hildegard" kao Ankica Vidaković (1983.)
- "Čovjek od riječi" (1983.)

### Sinkronizacija
- "Scooby-Doo: Otok Zombija" kao Simone Lenoir (1999.)[1]

## Vanjske poveznice
- Katja Zubčić u internetskoj bazi filmova IMDb-u (engl.)
- Stranica na HNK.hr  Arhivirana inačica izvorne stranice od 17. srpnja 2010. (Wayback Machine)